# Eumonhystera longicaudatula
Eumonhystera longicaudatula is een rondwormensoort uit de familie van de Monhysteridae. De wetenschappelijke naam van de soort is voor het eerst geldig gepubliceerd in 1973 door Gerlach & Riemann.